# Andy Johnson (cestista)
Andrew Johnson jr., detto Andy (Los Angeles, 8 novembre 1932 – 30 agosto 2002), è stato un cestista statunitense, professionista nella NBA e nella ABL.

## Palmarès
- 3 volte campione EPBL (1963, 1965, 1968)
- EPBL MVP (1964)